# المجلس الشعبي البلدي (الجزائر)
المجلس الشعبي البلدي في الجزائر هو مجلس بلدي للمداولة والمراقبة على مستوى كل بلدية في الجزائر طبقا للمادة 159 من الدستور والقانون 09/90 المتعلق بالبلدية.

## الأعضاء
يتكون من عدد من الأعضاء حسب البلدية يترأسهم رئيس ويساعده في ذلك مجموعة من النواب، ويتوزع الأعضاء على عدد من اللجان دائمة تكفل تمثيل المكونات السياسية في المجلس.
ويتم انتخاب هؤلاء الأعضاء بواسطة الاقتراع العمومي كل خمسة أعوام.

## الوظيفة
يعالج المجلس كل شؤون البلدية التابعة لاختصاصه قانونا بواسطة مختلف اللجان الدائمة ويتخذ قراراته بموجب مداولة.
ويعقد المجلس أربع دورات عادية كل سنة طبقا لنظامه الداخلي.
ولا يتوانى في عقد الدورات الاستثنائية لدراسة القضايا المستعجلة التي تهم البلدية أو تكوين اللجان الفرعية التي تساهم بكل فعالية في تغطية القضايا العاجلة والمستجدات، وفي غالب الأحيان يتمكن المجلس الشعبي البلدي من القيام بكل مهامه على أكمل وجه نتيجة للمستوى الفكري والثقافـي للمحتوى البشري الـذي يتكون منه.

## مواضيع ذات صلة
- وزارة الداخلية الجزائرية
- قائمة الولاة في الجزائر
- ثاجماعث
- المجلس الشعبي الولائي
- المجلس الشعبي الوطني
- مجلس الأمة
- مجلس بلدي
- بلدية ( الجزائر )